# NGC 7515
NGC 7515 ist eine Spiralgalaxie vom Hubble-Typ Sc im Sternbild Pegasus nördlich der Ekliptik. Sie ist schätzungsweise 207 Millionen Lichtjahre von der Milchstraße entfernt und hat einen Durchmesser von etwa 100.000 Lichtjahren.
Gemeinsam mit acht anderen Galaxien bildet sie die NGC 7515-Gruppe oder LGG 471.
Das Objekt wurde am 19. Oktober 1784 von William Herschel entdeckt.

## NGC 7515-Gruppe (LGG 471)
| Galaxie   | Alternativname | Entfernung/Mio. Lj |
| --------- | -------------- | ------------------ |
| NGC 7515  | PGC 70699      | 207                |
| NGC 7535  | PGC 70761      | 218                |
| NGC 7536  | PGC 70765      | 217                |
| NGC 7570  | PGC 70912      | 217                |
| NGC 7580  | PGC 70962      | 205                |
| NGC 7563  | PGC 70872      | 194                |
| PGC 70558 | UGC 12388      | 212                |
| PGC 70557 | MCG +02-59-02  | 203                |
| PGC 70637 | UGC 12403      | 210                |